# Márton András (színművész)
Márton András (Nyíregyháza, 1943. szeptember 16. –) Jászai Mari-díjas magyar színművész, rendező, politikus, diplomata.

## Életpályája
Szülei Márton László és Osgyáni Erzsébet voltak. 1961-ben érettségizett a budapesti Petőfi Sándor Gimnáziumban. Előtte másfél évet töltött egy békési gimnáziumban. 1967-ben végezte el Színház- és Filmművészeti Főiskolát Ádám Ottó osztályában. Karrierje a Vígszínházban indult (1967–1969). Ezután 1969–1977 között a József Attila, 1977–1979 között a Madách, 1979-től 1982-ig a Nemzeti Színház tagja, majd 1982-ben a budapesti Katona József Színház alapító tagja volt. Négy szezont töltött el itt. 1986–1991 között a Radnóti Színház társulatában játszott. Főleg gyermekeknek szóló rajz-, és bábfilmek ismert szinkronhangja (Legkisebb Ugrifüles). 1991-ben a Merlin Színház egyik alapítója, 1993–94-ben a Színház- és Filmművészeti Főiskola óraadó tanára volt.

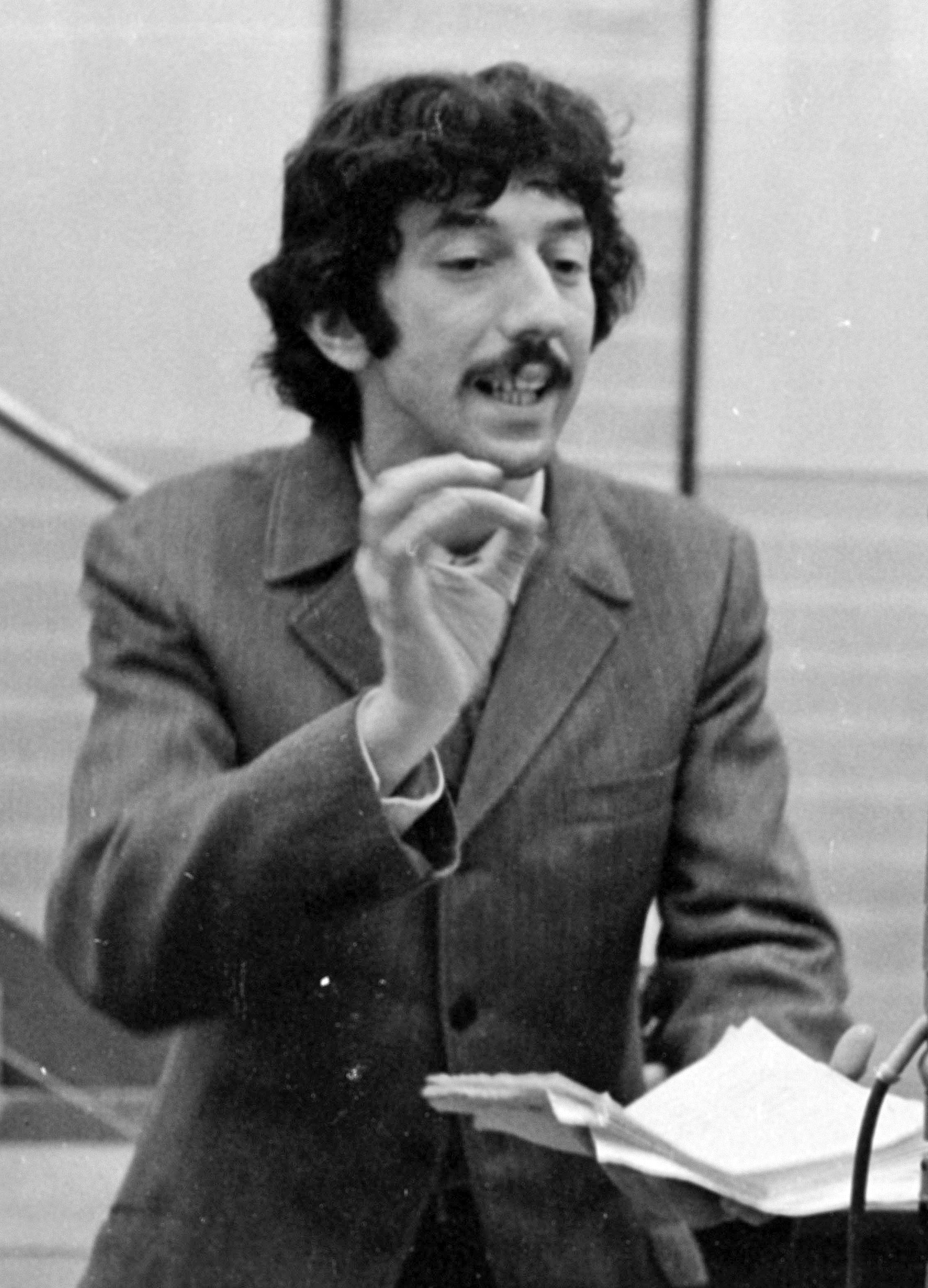
A Magyar Rádió stúdiójában felvétel közben (1973)

Közben rövid időt Finnországban töltött asztalosként (akkori felesége finn színésznő volt), színészpedagógiai műveket fordított és Kaliforniában tanított. 1990-ben a Külügyminisztériumban dolgozott főosztályvezető-helyettesi beosztásban, majd 1991-ben megalapította a Los Angeles-i főkonzulátust, amelynek 1995-ig főkonzuli rangú vezetője volt. 1997-ben tért haza az Egyesült Államokból, ahol tanított és vállalatot vezetett. 1997–2001 között a Pécsi Nemzeti Színház tagja volt.
Az 1990-es években a Calypso Rádióban vasárnap délutánonként „Az én gyerekszobám” címmel illemről, kulturált magatartásról beszélgetett.
Márton András az MDNP pécsi vezetőségi tagja, 1998–2001 között önkormányzati képviselő volt: a Gazdasági, Tulajdonosi és Vállalkozói Bizottságban képviselte a Fidesz-frakciót. 2001–2005 között vezette a New Yorkban működő magyar kulturális missziót.
Hatvan évesen DLA fokozatot szerzett a Színház- és Filmművészeti Egyetemen, témavezetője Ádám Ottó volt.

### Családja
Első felesége Hubai Katalin, a második Kishonti Ildikó, a harmadik felesége egy finn színésznő volt.
Negyedik felesége Nagy Adrienne színésznő. Egy fiuk (Márton Péter) és egy lányuk (Márton Dorottya) van. Utóbbi 2020–2022 között a Színház- és Filmművészeti Egyetem dokumentumfilm-rendező szakos hallgatója volt.

## Színpadi szerepei
- William Shakespeare: Tévedések vígjátéka... Angelo, aranyműves; Égeon, szirakúzai kereskedő
- Shakespeare: A makrancos hölgy... Grumio, Petruchio szolgája
- Shakespeare: Szentivánéji álom... Dudás
- Shakespeare: Ahogy tetszik... Orlando
- Shakespeare: Coriolanus... szereplő
- Shakespeare: Téli rege... szolga
- Shakespeare: Vízkereszt, vagy amit akartok... Keszeg András; Bohóc, Olívia szolgája
- Shakespeare: A windsori víg asszonyok... Nyurga, Silány unokaöccse
- Shakespeare: Sok hűhó semmiért... Benedek páduai nemes úrfi
- Beaumarchais: Figaro házassága... Figaro
- Carlo Goldoni: Két úr szolgája... Truffaldino
- Goldoni: Szmirnai komédiások... Ali, szmirnai török kereskedő
- Goldoni: A kávéház... Ridolfo
- Molière: Kényeskedők... Mascarille márki; La Grange inasa
- Molière: Az úrhatnám polgár... Covielle, Cléonte inasa
- Eduardo De Filippo: A komédia bosszúja... Giacomo Franci, De Caro titkára
- De Filippo: A cilinder... Antonio
- Gogol: Holt lelkek... Rendőrkapitány
- Suskin: Jómadarak... A Bunyós, aki nem akar ülni
- Csehov: Platonov - Apátlanul... Abram Abramovics Vengerovics, kereskedő
- Puskin: Don Juan... barát
- Plautus: A hetvenkedő katona... Sceledrus; Pleusides
- Plautus: Táncoló kísértetek... Philo, Theuropid fia
- Victorien Sardou: Szókimondó Kata... Leroy
- Friedrich Dürrenmatt: Az öreg hölgy látogatása... Koby
- Dürrenmatt: Herkules és az Augiász-istálló... Polübiosz, Herkules titkára
- Bertolt Brecht: Mahagonny tündöklése és bukása... Willy, a cégvezető
- Brecht: A szecsuáni jóember... Első isten
- Arthur Miller: Pillantás a hídról... Alfieri, ügyvéd
- Miller: Az ügynök halála... Willy Loman
- Miller: A salemi boszorkányok... Giles Corey
- Samuel Beckett: Godot-ra várva... Vladimir
- G. B. Shaw: Johanna... Gróf
- Harold Pinter: Hazatérés... Lennie
- Georg Büchner: Woyzeck... Doktor
- Jean Anouilh: Szeret, nem szeret... A gróf, a tábornok sógora
- Georges Feydeau - Szentirmai Ákos - Bradányi Iván: Osztrigás Mici... Mongicourt orvos
- Edmond Rostand: Cyrano de Bergerac... Ligniere
- Id. Alexandre Dumas–Várady Szabolcs: A három testőr, avagy az élők mindig gyanúsak... Rochefort
- John Kander–Fred Ebb: Chicago... Törvényszolga
- Jaroslav Hašek–Bodrogi Gyula–Aldobolyi Nagy György: Svejk a hátországban... szereplő
- Tim Rice–Andrew Lloyd Webber: Jézus Krisztus szupersztár... Annás
- Neil Simon: Ígéretek, ígéretek!... Mr. Vanderhof osztályvezető
- Agatha Christie: Egérfogó... Mr. Paravicini
- Edward Albee: Mindent a kertbe... Péter
- Marc Camoletti: Boldog születésnapot... Bernard
- John Arden: Királyi kegy, avagy a színésszé lett katona... Lukács, a katona
- Joseph Kesselring: Arzén és levendula... Klein rendőr
- Jodie Redstone: Veszélyes szeszélyek... Gordon
- Arnold Wesker: A konyha... Paul
- Li Hszing Tao: A krétakör... Fogadós
- Gabriel Cousin: Fekete opera... Filmrendező; Fekete ügyvéd; Pap; Impresszárió
- Edward Knoblock: A faun... Sir Ernest Craddock, ügyvéd
- Karl Von Gutzkow - Mészáros Tamás: A kitaszított... Silva
- Marin Držić: Dundo Maroje... Máró, Dundo Maroje fia
- Milos Rejnus–Václáv Renc: Királygyilkosság... Horatio, Hamlet barátja
- Miroslav Krleža: A Glembay ház... Fabriczy-Glembay, nyugalmazott főispán
- Ivan Kušan: Galócza... Nikola Gillotinics-Gile, a csendőrkapitány
- Romualdas Baltušnikas: Ábrándok... Szilveszter
- Jan Werich - Jiří Voskovec: Hóhér és bolond... De Jure
- Lanford Wilson: Mint két tojás... Matt
- Davd Mamet: Floridai öröklakás eladó... Roma
- Ariano Suassuna: A kutya testamentuma... Bohóc
- Sean O'Casey: Juno és a páva... Nugent, a szabó
- Mihail Satrov: Merénylet... Vinokurov, társadalombiztosítási népbiztos
- Christopher Hampton: Hollywoodi mesék... Heinrich Mann
- Csiky Gergely: Buborékok... Solmay Ignác, földbirtokos; Chupor Aladár; Hámor, nagyvállalkozó
- Szép Ernő: Május... Fiú
- Katona József: Bánk bán... egy udvornik
- Balassi Bálint: Szép magyar komédia... Dienes, Sylvanus juhásza, paraszt
- Jókai Mór: Thália szekerén... Bagoly
- Krúdy Gyula: A vörös postakocsi... Fred zsoké
- Karinthy Ferenc: Bösendorfer... Vevő
- Vészi Endre: A sárga telefon... Károly Károly
- Bíró Lajos: Hotel Imperial... Tabakovics
- Csukás István: Ágacska... Dani kacsa
- Száraz György: A megközelíthetetlen... Vadier
- Németh László: Husz János... Mantovai Guido
- Károlyi Mihály: A nagy hazugság... Zanetti
- Kompolthy Zsigmond: Kísértet-csárdás... Maximilian, idős, ravaszdi besúgómester, később ő vállalja Porti Ferke szerepét is
- Márton László: Lepkék a kalapon... Stifter Adalbert, orvos
- Molnár Ferenc: Játék a kastélyban... Turai
- Molnár Ferenc: Harmónia... Vili, Szávits fia, fodrász
- Kolozsvári Grandpierre Emil: A csillagszemű... Második őr
- Hamvai Kornél: Castel Felice... Vándor
- Karinthy Ferenc: Dunakanyar... Vendég
- Spiró György: Kvartett... Vendég
- Kertész Ákos: Makra... Bandi
- Görgey Gábor: Komámasszony, hol a stukker?... Kiss, az intellektuell
- Gyárfás Miklós: Utójáték Euripidészhez... Arisztophanész
- Tabi László: Spanyolul tudni kell... Bokodi
- Tabi László: Karikacsapás... Vadász
- Halasi Mária: Az utolsó padban... Dugó
- Dobozy Imre - Egressy Zoltán: Villanegra... Doktor
- Szabó Magda: Régimódi történet... Alföldi úr, táncmester
- Kiss Csaba: Kun László... Fülöp, fermói püspök, a pápa legátusa
- Kornis Mihály: Halleluja... Lebovics
- Kardos G. György - Victor Máté: Villon és a többiek... Colin, diák
- Müller Péter: Szemenszedett igazság... patkányfogóárus
- Müller Péter–Tolcsvay László–Müller Péter Sziámi: Mária evangéliuma... Gábriel arkangyal
- Kálmán Imre: Csárdáskirálynő... Aloise Hübner báró
- Szirmai Albert–Bakonyi Károly–Gábor Andor: Mágnás Miska... Pixi gróf
- Ödön von Horváth: Kasimir és Karoline... Orvos
- 'Folyt.köv.' (kabaré)... szereplő
- Vinnai András: Furnitur... Após
- Réczei Tamás: Vasárnapi gyerekek... Goldstein Emánuel, később Stein Márton

## Rendezései
- Gosztonyi: Andrássy út 60.
- Robert Cohen: A fejedelem
- Molière: Sganarelle
- Molière: A képzelt beteg
- Milne: Micimackó
- Bengt Ahlfors: Hamu és pálinka
- Bengt Ahlfors: Színházkomédia
- Giulio Scarnacci – Renzo Tarabusi: Kaviár és lencse
- Herczeg Ferenc: Kék róka
- Bengt Ahlfors: Az utolsó szivar
- Neil Simon: Yonkersi árvák
- Neil Simon: Furcsa pár – Női változat

## Filmjei

### Játékfilmek
- Patyolat akció (1965)
- Szevasz, Vera! (1967)
- Fiúk a térről (1967)
- Isten és ember előtt (1968)
- A gyilkos a házban van (1971)
- Staféta (1971)
- A halhatatlan légiós, akit csak péhovárdnak hívtak (1971)
- Forró vizet a kopaszra! (1972) (hang)
- Egy srác fehér lovon (1973)
- A svéd, akinek nyoma veszett (1980)
- A délibábok országa (1983)
- Hófehér (1983) – Xerxész, a papagáj (hang)
- Szaffi (1984) – Adjutáns (hang)
- Macskafogó (1986) – 4-es osztályvezető (hang)
- Az erdő kapitánya – Pimpike (hang)
- Az utolsó nyáron (1990)
- Bence közlekedik (1991; rövid rajzfilm) – Bence apja (hang)
- A Hold és a csillagok (2005)
- 56 villanás (2007)

### Tévéfilmek
- Lóvá tett lovagok
- Princ, a katona (1967)
- Bors (1968)
- A 0416-os szökevény (1970)
- Őrjárat az égen 1–4. (1970)
- Cézár és Cecília (1971)
- Egy éj az Arany Bogárban (1971)
- Zűrzavaros éjszaka (1971)
- Az ördög cimborája (1973)
- Utazás a Holdba 1–3. (1974)
- Pocok, az ördögmotoros (1974)
- Utánam, srácok! 1–6. (1974)
- A bolondok grófja (1974)
- A legkisebb ugrifüles (1975–1976) – Ugrifüles (hang)
- Hungária Kávéház 1–6. (1976)
- Az ész bajjal jár (1977)
- Frakk, a macskák réme III-IV. – Frici; Szomszéd schnauzer (hang)
- Pom Pom meséi (1978–1981) – További szereplők (hang)
- Vakáción a Mézga család (1978) – Johnny járőr (hang)
- A dicsekvő varga (1979)
- Tévedések vígjátéka (1979)
- A makrancos hölgy (1979)
- Károly és a sült pulykák (1980)
- Vuk 1–4. (1980) – Fickó; Füstös, a rigó; Szú, a sün (hang)
- Horváték (1981)
- Kérem a következőt! III. (1982–1983) – További szereplők (hang)
- Karinthy Ferenc: Bösendorfer (1984)
- Ágacska (1984)
- Az öreg tekintetes (1987)
- Álombolt (1988)
- A megközelíthetetlen (1989)
- Cikász és a hallópálmák (1990)
- Kisváros (1997)
- Au pair (1999)
- Pasik! (2000)
- Munkaügyek (2013–2017)
- Csak színház és más semmi (2019)
- Doktor Balaton (2022)
- Ida regénye (2022)

## Szinkron
- A chateauvalloni polgárok: Philippe Berg (Philippe Rouleau)
- Legismertebb és legnépszerűbb szinkronmunkája a Vaklárma c. amerikai vígjátékhoz kötődik, melyben Richard Pryor (Wally) magyar hangja volt.
- Reszkessetek, betörők!: Daniel Stern (Marv) magyar hangja
- A keresztapa 1–2.: James Caan (Santino 'Sonny' Corleone)

### Szinkronmunkái rajz- és bábfilmekben
- Jamie és a csodalámpa: Jamie magyar hangja
- Nils Holgersson csodálatos utazása a vadludakkal: Márton lúd magyar hangja
- Kung Fu Panda 4: Sifu mester magyar hangja
- A legkisebb ugrifüles: Ugrifüles

## Díjak, elismerések
- Jászai Mari-díj (1976)
- Arany Medál Életműdíj (2016)[12]

## Könyvei
- Karakterből; Corvina, Bp., 2016[13]